# Newington (Connecticut)
Newington – miasto w Stanach Zjednoczonych, w stanie Connecticut, w hrabstwie Hartford.